# Inga Nielsen
Inga Nielsen (* 2. Juni 1946 in Holbæk; † 10. Februar 2008 in Gentofte bei Kopenhagen) war eine dänische Opernsängerin (Sopran).

## Leben
Ihre erste Aufnahme machte Nielsen im Alter von neun Jahren. Nach Studien in Wien, Stuttgart und Budapest begann sie ihre Karriere in Deutschland und in der Schweiz. 1975 wurde sie Ensemblemitglied der Oper Frankfurt a. M.
Seit 1980 arbeitete sie freischaffend und gastierte an den Opernhäusern in Mailand, London, München, Hamburg, Berlin, Leipzig, Paris, Zürich, Barcelona, New York und Buenos Aires sowie bei den Festspielen in Salzburg, Bayreuth, Aix-en-Provence, Edinburgh und Schwetzingen.
In ihrem Repertoire befanden sich sowohl Partien für Koloratursopran (z. B. die Konstanze in Die Entführung aus dem Serail von Mozart) als auch dramatische Partien (wie die Titelpartie in der Salome von Richard Strauss). Nielsen war bis 2005 verheiratet mit dem Bassbariton Robert Hale. Im Februar 2008 erlag sie im Alter von 61 Jahren den Folgen einer Krebserkrankung.

## Diskografie (Auswahl)
- Beethoven: Fidelio (Rolle: Leonore) – Naxos
- Strauss: Salome (Rolle: Salome) – Chandos
- Weber: Oberon (Rolle: Rezia) – RCA
- Mahler: Sinfonien 3 und 8 – Supraphon
- Mahler: Sinfonien 8 und 10 – Chandos
- Haydn: Die sieben letzten Worte – Teldec
- Mozart: L'Oca del Cairo / Lo Sposo deluso – Philips
- Voices – Inga Nielsen (Portrait) – Chandos
- Song of love (mit Robert Hale) – EMI

## DVD
- Mozart: Die Entführung aus dem Serail (Rolle: Konstanze) – NVC ARTS